# Gerrit Willem Navis
Gerrit Willem Navis (Ruurlo, 20 mei 1900 - Neuengamme, 15 december 1944) was een Nederlands verzetsstrijder tijdens de Tweede Wereldoorlog.
Gerrit Willem Navis was een Fries verzetsstrijder. Hij woonde in Bergum en was werkzaam bij de belastingdienst. Hij was betrokken bij vele verzetsactiviteiten in Friesland, o.a de overval op het gemeentehuis van Bergum waarbij vele bonkaarten werden buitgemaakt, en het verzet vanuit de belastingdienst, dat gelden naar het verzet sluisde, beide ten behoeve van onderduikers. In juli 1944 dreigde, doordat een van de leden van het verzet in Duitse handen viel, een aantal verzetsgroepen opgerold te worden. In allerijl gewaarschuwd besloot hij samen met zijn gezin te vluchten en onder te duiken in zijn ouderlijk huis te Putten in Gelderland.
Als represaillemaatregel voor een verzetsaanval op een auto met Duitse Officieren in de buurt van Putten, werden ongeveer 660 volwassen mannen uit Putten opgepakt en naar Duitsland afgevoerd ("razzia van Putten"). Navis werd om deze reden ook opgepakt en naar het concentratiekamp Neuengamme gestuurd waar hij 15 december 1944 te Ladelund overleed.
Na de oorlog werd er in Bergum de G. W. Navislaan naar hem vernoemd.
Navis was een volle neef van Gerhard Willem Navis, een andere verzetsstrijder.